# Palmarés da Atlas Personal-Jakroo
A equipa ciclista suíça Atlas Personal-Jakroo, tem tido nos últimos anos as seguintes vitórias:

## Atlas Romer's Hausbäckerei

### 2008

#### Circuitos Continentais UCI
| Datas       | Circuitos                 | Carreira                 | Ganhador    |
| 30 de abril | UCI Europe Tour 2007-2008 | Prologo da Flèche du Sud | Marcel Wyss |
| 4 de maio   | UCI Europe Tour 2007-2008 | Flèche du Sud            | Marcel Wyss |

### 2009

#### Circuitos Continentais UCI
| Datas          | Circuitos                    | Carreira                              | Ganhador    |
| 27 de setembro | UCI Europe Tour de 2008-2009 | Tour de Gévaudan Languedoc-Roussillon | David Rösch |

#### Campeonatos nacionais
| Datas       | Carreiras                            | Ganhador   |
| 25 de junho | Campeonato da Hungria Contrarrelógio | Rida Cador |

## Atlas Personal

### 2010

#### Circuitos Continentais UCI
| Datas       | Circuitos                    | Carreira                     | Ganhador    |
| 18 de junho | UCI Europe Tour de 2009-2010 | 4ª etapa do Tour de Thuringe | Michael Bär |
| 19 de junho | UCI Europe Tour de 2009-2010 | 5ª etapa do Tour de Thuringe | David Rösch |

#### Campeonatos nacionais
| Datas       | Carreiras                            | Ganhador      |
| 24 de junho | Campeonato da Hungria Contrarrelógio | Péter Kusztor |
| 27 de junho | Campeonato da Hungria em Estrada     | Péter Kusztor |

### 2011

#### Circuitos Continentais UCI
| Datas          | Circuitos                    | Carreira                                  | Ganhador         |
| 1 de maio      | UCI Europe Tour de 2010-2011 | Tour da Bretanha                          | Péter Kusztor    |
| 10 de junho    | UCI Europe Tour de 2010-2011 | 1ª etapa da Flèche du Sud                 | Laurent Beuret   |
| 7 de agosto    | UCI Europe Tour de 2010-2011 | Antwerpse Havenpijl                       | Pirmin Lang      |
| 29 de setembro | UCI Africa Tour 2010-2011    | Prologo do Grande Prêmio de Chantal Biya  | Raphaël Addy     |
| 2 de outubro   | UCI Africa Tour 2010-2011    | 3ª etapa do Grande Prêmio de Chantal Biya | Jonathan Fumeaux |

## Atlas Personal-Jakroo

### 2012

#### Circuitos Continentais UCI
| Datas       | Circuitos                    | Carreira                            | Ganhador      |
| 21 de maio  | UCI Europe Tour de 2011-2012 | 2ª etapa do An Post Rás             | Pirmin Lang   |
| 25 de maio  | UCI Europe Tour de 2011-2012 | 6ª etapa do An Post Rás             | Nicolas Baldo |
| 25 de maio  | UCI Europe Tour de 2011-2012 | An Post Rás                         | Nicolas Baldo |
| 15 de junho | UCI Europe Tour de 2011-2012 | 1ª etapa do Boucles de la Mayenne   | Pirmin Lang   |
| 17 de junho | UCI Europe Tour de 2011-2012 | 3ª etapa do Tour des Pays de Savoie | David Rösch   |

### 2013

#### Circuitos Continentais UCI
| Datas          | Circuito                     | Carreiras                          | Ganhador           |
| 21 de abril    | UCI Europe Tour de 2012-2013 | Paris-Mantes-en-Yvelines           | Nicolas Baldo      |
| 9 de maio      | UCI Europe Tour de 2012-2013 | 1ª etapa do Rhône-Alpes Isère Tour | Nicolas Baldo      |
| 11 de julho    | UCI Asia Tour 2012-2013      | 5ª etapa da Volta ao Lago Qinghai  | Oleksandr Polivoda |
| 18 de setembro | UCI Asia Tour 2012-2013      | 4ª etapa do Tour da China          | Maksym Averin      |